# Dăržavno părvenstvo po futbol 1930
Il Dăržavno părvenstvo po futbol 1930 fu la sesta edizione della massima serie del campionato di calcio bulgaro concluso il 3 ottobre 1930 con la vittoria del Slavia Sofia, al suo secondo titolo.

## Formula
Venne disputata una fase regionale in cui ognuno dei tredici raggruppamenti (okrazhni sportni oblasti) organizzò un proprio campionato con la vincente qualificata alla fase nazionale.
Quattro regioni non terminarono il proprio girone entro il tempo imposto dalla federazione e le partecipanti alla fase finale furono pertanto nove.
La competizione nazionale si svolse ad eliminazione diretta con gare di sola andata.

## Squadre partecipanti
| Squadra           | Città          | Stadio | Federazione regionale |
| ----------------- | -------------- | ------ | --------------------- |
| Vladislav Varna   | Varna          |        | Varna                 |
| Han Omurtag Šumen | Šumen          |        | Šumen                 |
| Rakovski Ruse     | Ruse           |        | Ruse                  |
| FK Etăr           | Veliko Tărnovo |        | Tărnovo               |
| Non terminato     |                |        | Pleven                |
| Non terminato     |                |        | Vraca                 |
| Viktoria 23 Vidin | Vidin          |        | Lom                   |
| Slavia Sofia      | Sofia          |        | Sofia                 |
| Krakra Pernik     | Pernik         |        | Kjustendil            |
| Botev Plovdiv     | Plovdiv        |        | Plovdiv               |
| Non terminato     |                |        | Haskovo               |
| Non terminato     |                |        | Stara Zagora          |
| Slava Jambol      | Jambol         |        | Primorsko             |

## Fase finale

### Primo turno
| Squadra 1       | Risultato | Squadra 2         |
| --------------- | --------- | ----------------- |
| Vladislav Varna | 7 - 1     | Slava Jambol      |
| Rakovski Ruse   | 0 - 6     | H. Omurtag Šumen  |
| FK Etăr         | 6 - 2     | Viktoria 23 Vidin |
| Krakra Pernik   | 0 - 4     | Slavia Sofia      |

### Secondo turno
| Squadra 1       | Risultato | Squadra 2        |
| --------------- | --------- | ---------------- |
| Vladislav Varna | 4 - 2     | H. Omurtag Šumen |
| Slavia Sofia    | 4 - 2     | FK Etăr          |

### Semifinali
Il Vladislav Varna fu ammesso direttamente alla finale.
| Squadra 1    | Risultato | Squadra 2     |
| ------------ | --------- | ------------- |
| Slavia Sofia | 2 - 1     | Botev Plovdiv |

### Finale
| Sofia 3 ottobre 1930 | Slavia Sofia | 4 – 1 | Vladislav Varna |  |

## Verdetti
- Slavia Sofia Campione di Bulgaria